# 寄生虫妄想
寄生虫妄想（きせいちゅうもうそう、英: Delusional parasitosis、略称: DP）は、そのような事実はないにもかかわらず、寄生虫や虫などの病原体が体に侵入しているという信念を強固に持つ精神障害である。多くの場合、皮膚の上や下を虫が這うのに似た感覚が生じる、蟻走感と呼ばれる幻触が報告される。モルゲロンズ病と呼ばれる自己診断に基づく疾患は、寄生虫妄想のサブタイプであるとみなされている。この疾患の患者は傷（腫れ、爛れ）に有害な繊維が存在していると信じている。
寄生虫妄想は、精神障害の診断と統計マニュアル第5版（DSM-5）では妄想性障害に分類されている。原因は不明であるが、脳内の過剰なドーパミンと関係していると考えられている。寄生虫妄想は、妄想が唯一の精神症状であり、他の障害ではより良い説明ができないような妄想が１か月以上持続している場合に診断される。患者は病気が妄想によるものであると認識していないため、治療を積極的に受け入れることは稀である。抗精神病薬が治療薬となるが、認知行動療法や抗うつ薬も症状の緩和に利用される場合がある。 
稀な疾患であり、男性よりも女性で2倍多く見られ、平均年齢は57歳である。1937年と1938年にこの疾患の記述を行った神経学者Karl-Axel Ekbomの名から、Ekbom症候群と呼ばれることもある。

## 分類
寄生虫妄想は、DSM-5では身体型妄想性障害に分類されている。Delusional parasitosisという名称が2015年以降は最も一般的となっているが、delusional infestation、delusory parasitosis、delusional ectoparasitosis、psychogenic parasitosis、Ekbom syndrome、dermatophobia、parasitophobia、formication、"cocaine bugs"などさまざまな名称も用いられている。
モルゲロンズ病は寄生虫妄想の一種であり、その症状は他の寄生虫妄想ときわめて類似している。自己診断によってこの疾患を主張する人々には痛みを伴う皮膚感覚が生じており、皮膚病変の中にひもなど何らかの繊維が存在していると信じている。
Delusory cleptoparasitosisも寄生虫妄想の一種であり、体表や体内ではなく、住居に虫がはびこっていると信じている。

## 徴候と症状
寄生虫妄想を抱える人々は、寄生虫、ワーム、ダニ、細菌、菌類や他の生物が自身に感染していると信じており、論理的手法ではこの信念からは解放されない。詳細は異なるものの、この疾患を抱える人々には這うようなまたはピンで刺すような感覚が生じているのが一般的であり、寄生虫が皮膚の上を這う、または皮膚に潜り込むといった説明を行うのが最も一般的であり、実際に身体的感覚を伴うこともある（蟻走感と呼ばれる）。「寄生虫」を取り除こうとして自傷を行う可能性があり、掻きむしり、挫傷、切り傷などの皮膚損傷や、化学物質の使用や強迫的な洗浄習慣による損傷が生じる。
多くの場合、虫さされ、旅行、衣服の共有、感染者との接触といった出来事が患者によって特定されており、こうした出来事によってそれまで無視できていた症状を意識するようになり、それが症状の誤認へとつながっている場合がある。皮膚上のほぼすべての目印、自身や衣服に付着した小さな物体や粒子が寄生虫侵入の証拠として解釈され、医療の専門家に見せるためにこうした「証拠」を衝動的に集めることが一般的にみられる。こうした「証拠」はマッチ箱のような小さな箱に入れて提出されることが多いため、"matchbox sign"（マッチ箱サイン）、"Ziploc bag sign"（ジップロックバッグサイン）、"specimen sign"（標本サイン）として知られる。マッチ箱サインは寄生虫妄想の患者の10人に5人から8人の割合でみられる。関連したものに"digital speciman sign"（デジタル標本サイン）があり、自身の症状を記録した写真のコレクションが持ち込まれることもある。
症例の5%から15%では近親者にも類似した妄想が現れることがあり（感応精神病（folie à deux）として知られる）、共有精神病性障害とみなされる。共有妄想の拡大にはインターネットやメディアが寄与しているため、寄生虫妄想はfolie à Internetとも呼ばれる。影響を受けた人々を切り離すことで症状が消失するのが一般的であるが、ほとんどの場合はさらなる治療を要する。
寄生虫妄想の10人に約8人には、主にうつ病、続いて薬物乱用と不安障害の併存疾患があり、症状に非常に悩まされているため、私生活や仕事に支障をきたしていることが多い。
2011年に行われたメイヨー・クリニックの108人の患者を対象とした研究では、皮膚生検や患者が提供した標本には皮膚侵入の証拠は見つからず、皮膚侵入の感覚は寄生虫妄想であると結論づけられた。

## 原因と機構
寄生虫妄想の原因は不明である。脳でドーパミンの再取り込みを調節しているドーパミントランスポーター（DAT）の機能の喪失に伴う、線条体内の過剰なドーパミンと関係している可能性がある。ドーパミン仮説を支持する証拠として、ドーパミンの再取り込みを阻害する薬剤（コカインやアンフェタミンなど）が蟻走感などの症状を誘導することが知られている。DATの機能の低下を示す他の疾患も二次性の寄生虫妄想を引き起こすことが知られている。そうした疾患には、統合失調症、うつ病、外傷性脳損傷、アルコール依存症、パーキンソン病、ハンチントン病、HIV感染、そして鉄欠乏症が含まれる。他の証拠としては抗精神病薬が寄生虫妄想を改善することが挙げられ、ドーパミンの伝達に影響を与えることで効果が得られている可能性がある。

## 診断
寄生虫妄想は、妄想が唯一の精神病症状であり、妄想が1か月以上継続し、それ以外の行動に顕著な異変や障害がなく、気分障害があったとしても比較的短期間であり、妄想が他の疾患や精神障害、または薬剤の影響としてより良い説明ができない場合に診断が行われる。診断に際しては、患者が異常な皮膚感覚を寄生虫感染によるものとしており、否定的な証拠にもかかわらずそのように確信していることが必要である。
疾患は、一次妄想と二次妄想の2つの形で認識される。一次性の寄生虫妄想の場合、妄想が精神障害の唯一の症状である。二次性の寄生虫妄想とは、他の精神障害や疾患、薬剤（医薬品もしくはレクリエーショナル・ドラッグ）が症状を引き起こしている場合である。こうしたケースでは、妄想はこの障害というよりは他の疾患に付随する症状である。二次性の寄生虫妄想を引き起こす疾患は、機能的疾患である場合も器質的疾患である場合もある。二次妄想を引き起こす器質的疾患としては、ビタミンB12欠乏症、甲状腺機能低下症、貧血、肝炎、糖尿病、後天性免疫不全症候群、梅毒、コカインの乱用が関係している可能性がある。
診断には他の原因を排除するための検査が重要である。寄生虫感染症は、皮膚の診察と検査室での分析によって排除される。細菌感染症は、常に皮膚をいじっているため、生じている可能性がある。皮膚の痒みを引き起こす疾患も除去する必要がある。これには類似した症状を引き起こす可能性のある薬剤の調査が含まれる。他の疾患を除外するための検査は、医師との信頼関係を築くのにも役立つ。具体的には、寄生虫感染症を検出したり除外したりするための皮膚生検や皮膚学的検査に加えて、全血球計算、包括的な生化学検査（comprehensive metabolic panel）、赤血球沈降速度、C反応性蛋白、毒性検査のための尿検査、甲状腺刺激ホルモン検査などの検査室分析が行われる。症状に応じて、HIV、梅毒、ウイルス性肝炎、ビタミンB12欠乏症、葉酸欠乏症、アレルギーなどの検査も行われる可能性がある。

### 鑑別
鑑別診断において寄生虫妄想は、疥癬やニキビダニの寄生など、実際の寄生虫感染とは区別される。こうした疾患には皮膚の感染が存在し、身体の診察や検査によって医師が同定することができる。
寄生虫妄想は、妄想が生じる可能性のある他の精神障害から区別される必要がある。こうした障害には、統合失調症、認知症、不安障害、強迫性障害、感情障害や物質誘発性障害、貧血など精神障害を引き起こす可能性のある他の疾患が含まれる。
かゆみや他の皮膚障害は多くの場合ダニによって引き起こされているが、農作物による"grocer's itch"や、ペットによって引き起こされる皮膚炎、毛虫やガによる皮膚炎、ガラス繊維への接触によるものなどである可能性もある。合法・違法にかかわらず、アンフェタミン類、ドーパミン作動薬、オピオイド、コカインなどの薬剤が皮膚感覚を引き起こす可能性があることが報告されている。鑑別診断においては、甲状腺機能低下症や腎臓疾患、肝臓疾患が排除されなければならない。こうした多くの生理学的因子や空気中の刺激物などの環境因子が、健康な人々に「這うような」感覚を誘導することがある。一部の人々はこの感覚とその意味に固執し、その固執が寄生虫妄想の発症につながる可能性がある。

## 治療
2019年時点で、治癒可能な唯一の治療法かつ最も効果的な治療法は、低用量の抗精神病薬による投薬治療である。認知行動療法も有用である。リスペリドンが第一選択薬である。長年にわたってピモジドが第一選択薬であったが、新たな抗精神病薬よりも高い副作用プロファイルを有する。アリピプラゾールとジプラシドンは有効であるが、寄生虫妄想に関する研究は少ない。オランザピンも有効である。いずれも可能な最低用量で使用し、症状が軽減するまで徐々に増やしてゆく。
この障害を抱える人々は多くの場合、寄生虫妄想との専門的な医学的診断を拒絶し、積極的に治療を受ける人はわずかである。そのため治療の明らかな有効性にもかかわらず、その管理は困難である。寄生虫妄想を抱える人に感染の証拠はないと伝えて安心させようとすることは、通常は効果がなく拒絶される可能性がある。寄生虫妄想を抱える人は一般的に専門の異なる多くの医師の診察を受けており、また孤立感と抑うつを感じているため、患者の信頼を得ること、そして他の医師と協力することが治療アプローチの重要な部分をなす。皮膚科医は、痒みによる苦痛を緩和する方法としての薬剤の使用の導入することに成功する可能性が高い。妄想に関して患者と直接的に向き合うことは、妄想はその定義からいって変えることができないものであるため、役に立たない。認知行動療法を介して信念と向き合うことは、心理療法を受け入れている患者では可能である。医師と患者の間の信頼関係を確立しようとする、治療のための5段階のアプローチがHellerらによって概説されている。

## 予後
状態の平均持続期間は約3年である。社会的孤立につながり、就労にも影響を与える。抗精神病薬によって、または根底にある精神状態の治療を行うことによって、治癒する可能性がある。

## 疫学
稀な障害ではあるが、寄生虫妄想は、体臭や口臭などのタイプの妄想に次いで、病気不安症の中で最も一般的なものである。自らの状態を妄想であるとは認識していないため精神科医を受診しておらず、気づかれずにいる患者がいる可能性がある。ミネソタ州オルムステッド郡の集団研究では、有病率は10万人年あたり27人、発生数は10万人年あたり約2症例である。皮膚科医の大部分はキャリアを通じて少なくとも1人の寄生虫妄想患者を診察することになる。
女性は男性よりも2倍頻度が高い。発生数が最も多くなるのは60代であるが、30代でも多くみられ、これは薬物使用と関係している。平均年齢57歳の「社会的に孤立した」女性に最も多く発生する。
2000年代初頭以降、インターネットの存在感が強くなったことにより、自己診断が増加している。

## 歴史
スウェーデンの神経学者Karl-Axel Ekbomは1937年に寄生虫妄想を"pre-senile delusion of infestation"（初老期の寄生妄想）として記載した。一般名はその後何度も変化した。Ekbomはもともとドイツ語のdermatozoenwahnという語を用いていたが、他の国ではEkbom's syndromeという用語が用いられた。Ekbom's syndromeという語はむずむず脚症候群に対しても用いられたため、その後用いられなくなった。"phobia"（恐怖症）と関係した他の名称は、不安障害が典型的な症状ではないため却下された。1946年にJ. WilsonとH. Millerが一連の症例について記載した際に、英語文献での名称は"delusions of parasitosis"に変更され、2009年には"delusional infestation"に変更された。2015年以降最も一般的な名称は、"delusional parasitosis"である。
Ekbomの原著は2003年に英語へ翻訳された。著者らは、James Harrington（1611–1677）がこのような妄想を抱えていた記録のある最古の人物である可能性があるとしており、彼は汗がハエや時にはハチや他の昆虫に変化すると想像していたとされる。

### モルゲロンズ病
Morgellons Research Foundation（モルゲロンズ病研究財団）の創設者であるMary Leitaoは、17世紀の医師が書いた手紙からMorgellonsという語をとり、「モルゲロンズ病」という名称を作り出した。Leitaoら財団の関係者（自身がモルゲロンズ病の患者であるとしている）は、アメリカ合衆国議会議員への対するロビー活動によって、2006年にアメリカ疾病予防管理センター（CDC）にこの疾患について調査を行わせることに成功した。2012年CDCは多年にわたる研究の結果を発表した。研究では、モルゲロンズ病の人々に病気を引き起こすような生物が存在していないこと、見つかった繊維状の物質は綿である可能性が高く、より一般的に認識されている寄生虫妄想などの症状に近いことが示された。
活発なオンラインコミュニティではモルゲロンズ病が感染症であるという考えが支持されており、ライム病との関係が提唱されている。ほぼ1つのグループの研究者らによる出版物には一部の皮膚試料からスピロヘータ、ケラチン、コラーゲンが発見されたことが記載されているが、こうした発見はCDCによるはるかに大規模な研究で否定されている。

## 社会と文化
マサチューセッツ大学の昆虫学者Jay Traver（1894–1974）は、「科学的な昆虫学の雑誌に掲載された最も顕著な間違いの1つ」で知られている。彼女が1951年に発表したmite infestation（ダニの侵入）と呼ばれる現象は正確でないことが後に示され、彼女自身による詳細な記述は寄生虫妄想の古典的症例の証拠として記載されている。Matan Shelomiは、この歴史的論文は人々の妄想を誤解させるものであるため、撤回されるべきであると主張している。この論文は寄生虫妄想を抱える人々に永続的なダメージを与えている。彼らはTraverの論文や他の疑似科学や誤った報告をインターネットを介して広く流布し引用しているため、治療や治癒がより困難なものとなっている、と彼は主張している。
2013年Shelomiは、Journal of the New York Entomological Societyに掲載された2004年の論文において、寄生虫妄想の患者にトビムシが侵入しているという主張を支持するためにマッチ箱標本の写真の不正加工が行われているという研究を発表した。

## 関連文献
- “An approach to the evaluation of delusional infestation”. Cutis 90 (4):  E1–4. (October 2012). PMID 24005827.
- “Disorder or delusion? Living with Morgellons disease”. Journal of Psychosocial Nursing and Mental Health Services 47 (8):  36–41. (August 2009). doi:10.3928/02793695-20090706-03. PMID 19681520.